# Uta Nickel
Uta Nickel (* 19. Juli 1941 in Leipzig) ist eine ehemalige deutsche Politikerin (SED). Sie war von 1989 bis 1990  Ministerin der Finanzen und Preise der DDR.

## Ausbildung und Beruf
Nach dem Abitur auf der Abendschule 1959 absolvierte die gelernte Buchbinderin Nickel bis 1973 ein Fernstudium der Staats- und Gesellschaftswissenschaften an der Martin-Luther-Universität Halle-Wittenberg, das sie als Diplom-Ökonomin beendete. Sie war danach als wissenschaftliche Mitarbeiterin beim Wirtschaftsrat des Bezirkes Leipzig, später beim Bezirksbauamt Leipzig tätig. Von 1979 bis 1981 war sie Mitarbeiterin, dann von 1981 bis 1983 stellvertretende Vorsitzende der Bezirksplankommission. Von 1983 bis 1988 gehörte sie dem Rat des Bezirkes Leipzig, zuständig für Finanzen und Preise, an. Von 1986 bis 1988 war sie auch Abgeordnete des Bezirkstages Leipzig.
1986 erhielt sie den Vaterländischen Verdienstorden in Bronze. Von 1988 bis 1989 amtierte sie als Stellvertreterin des Ministers der Finanzen und Preise der DDR.
Während der Wende wurde sie im Dezember 1989 Ministerin der Finanzen und Preise der DDR in der Regierung Modrow, bis sie am 22. Januar 1990 von ihrem Amt zurücktrat. Als Finanzministerin gehörte sie auch dem Präsidium des Ministerrates an. Ermittlungen der Staatsanwaltschaft Leipzig wegen ihrer Tätigkeit als Finanzverantwortliche im Bezirk Leipzig wurden im März 1990 eingestellt.
Nach dem Rückzug aus der aktiven Politik 1990 war sie unter anderem als Beraterin zweier Kölner Bauträgerfirmen sowie als selbstständige Grundstücksentwicklerin tätig. Im Rahmen dieser gewerblichen Tätigkeit war sie maßgeblich an der Entstehung das Leipziger Stadtbild prägender Objekte beteiligt.

## Partei
Im März 1960 trat Nickel in die SED ein. Von 1985 bis 1987 absolvierte sie ein Studium an der Bezirksparteischule der SED in Leipzig. Seit der Wende ist sie parteilos.